# 융무
융무(隆武, 1645년 7월 ~ 1646년)는 남명 융무제(隆武帝)의 연호이다. 1년 6개월 가량 사용하였다.
홍광 원년(1645년) 윤 6월, 융무제(隆武帝)가 즉위하고 나서 다음달에 융무로 개원할 때까지 홍광 연호를 사용하였다. 융무 2년(1646년) 8월, 복주(福州)가 청군에게 함락당하면서, 융무제가 포로로 잡혔다. 이후, 융무제는 단식투쟁을 하다가 순국(殉國)하였다. 11월, 융무제의 동생 당왕(唐王) 주율오(朱聿𨮁)가 소무제(紹武帝)로 즉위하였다. 12월, 소무제가 즉위한 지 한달만에 광주(廣州)가 청군에게 함락 당하자, 연호를 소무로 유년개원 하기도 전에 자살하였다. 비슷한 시기, 소무제와 대립하고 있던 계왕(桂王) 주유랑(朱由榔)이 영력제(永曆帝)로 즉위하였다. 다음해 정월에 연호를 영력(永曆)으로 개원하였다.
융무제 사후 영력으로 연호를 바꾼 소식을 듣지 못한 일부 세력이 있었다. 반청복명 세력 중에 장화산(張華山) 세력은 1647년까지, 정성공(鄭成功) 세력은 1648년 3월까지, 김성환(金聲桓) 세력은 1649년까지 사용하였다.

## 개원
- 홍광(弘光) 원년 윤 6월 27일[2](그레고리력 1645년 8월 18일)에 연호를 융무(隆武)로 정하고, 다음 달 7월 1일[3](그레고리력 1645년 8월 21일)에 개원함.[4][5][6]

- 융무(隆武) 2년 11월 18일[7](그레고리력 1646년 12월 24일)에 연호를 영력(永曆)으로 정하고, 다음 해 1월 1일[8](그레고리력 1647년 2월 5일)에 개원함.[9][10][6][11]

## 연대 대조표
| 융무  | 서기(西紀) | 간지(干支) | 청나라 연호    |
| 원년  | 1645년     | 을유(乙酉) | 순치(順治) 2년 |
| 2년   | 1646년     | 병술(丙戌) | 순치 3년       |
| (3년) | 1647년     | 정해(丁亥) | 순치 4년       |
| (4년) | 1648년     | 무자(戊子) | 순치 5년       |
| (5년) | 1649년     | 기축(己丑) | 순치 6년       |

## 동시대 연호

### 중국
남명(南明)
- 흥업(興業) (1645년)
- 감국로(監國魯) (1646년 ~ 1653년)
- 정무(定武) (1646년 ~ 1663년)

대청(大淸)
- 순치(順治) (1644년 ~ 1661년)

대서(大西)
- 대순(大順) (1644년 ~ 1646년)

중국(기타)
- 호수룡(胡守龍) 청광(淸光) (1645년)
- 손가망(孫可望) 흥조(興朝) (1646년 ~ 1647년)

### 베트남
후 레 왕조(後黎朝)
- 푹타이(福泰) (1643년 ~ 1649년)

막 왕조(莫朝)
- 투언득(順德) (1638년 ~ 1661년)

### 일본
- 쇼호(正保) (1644년 ~ 1648년)

## 같이 보기
- 중국의 연호 목록